# Аустис
Аустис (итал. Austis) је насеље у Италији у округу Нуоро, региону Сардинија.
Према процени из 2011. у насељу је живело 837 становника. Насеље се налази на надморској висини од 738 м.

## Становништво
Према резултатима пописа становништва 2011. у општини је живело 876 становника.
| 1931. | 1936. | 1951. | 1961. | 1971. | 1981. | 1991. | 2001. | 2011. |
| ----- | ----- | ----- | ----- | ----- | ----- | ----- | ----- | ----- |
| 1.002 | 1.079 | 1.228 | 1.482 | 1.268 | 1.081 | 1.054 | 959   | 876   |